# Верхнетавлыкаево
Верхнетавлыкаево (баш. Үрге Таулыkай) — село в Баймакском районе Республики Башкортостан Российской Федерации. Центр Тавлыкаевского сельсовета.  Согласно переписи 2020 года население составляло 671 человек.

## География

### Географическое положение
Находится на левом берегу реки Сакмары. Есть озеро Айгуль. Проходит межмуниципальная автодорога 80Н-113 Юмашево — 1-е Иткулово — Верхнетавлыкаево.
Расстояние до:
- районного центра (Баймак): 22 км,
- ближайшей железнодорожной станции (Сибай): 67 км.

## История
Местность возле села была заселена ещё в эпоху бронзы; сохранились могильники.
Статус села деревня приобрела согласно Закону Республики Башкортостан от 20 июля 2005 года № 211-з «О внесении изменений в административно-территориальное устройство Республики Башкортостан в связи с образованием, объединением, упразднением и изменением статуса населенных пунктов, переносом административных центров», ст.1:

5. Изменить статус следующих населенных пунктов, установив тип поселения — село:

4) в Баймакском районе:

б) деревни Верхнетавлыкаево Тавлыкаевского сельсовета;

## Население
| 2002 | 2009 | 2010 |
| ---- | ---- | ---- |
| 677  | ↗722 | ↘616 |

Согласно переписи 2002 года, преобладающая национальность — башкиры (99 %).

## Религия
В селе есть мечеть.